# Cechenotettix marhalimi
Cechenotettix marhalimi är en insekt som beskrevs 1986 av Reinhard Remane och Silke Meyer-Arndt. Arten ingår i släktet Cechenotettix och familjen dvärgstritar. Arten beskrevs utifrån ett specimen funnet i Marocko och inga underarter finns listade i Catalogue of Life.